# Isla Coronado
Isla Coronado, ocasionalmente llamada “Isla Smith”, se encuentra frente a la costa este de la Península de Baja California en México, cerca a la Bahía de los Ángeles en el Golfo de California. La isla tiene aproximadamente 7 kilómetros de largo y está dominada por un volcán en su extremo norte. Es parte del Municipio de Ensenada .

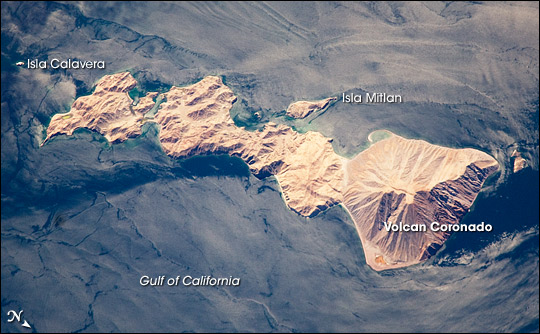
Coronado Isla y el Golfo de California, México

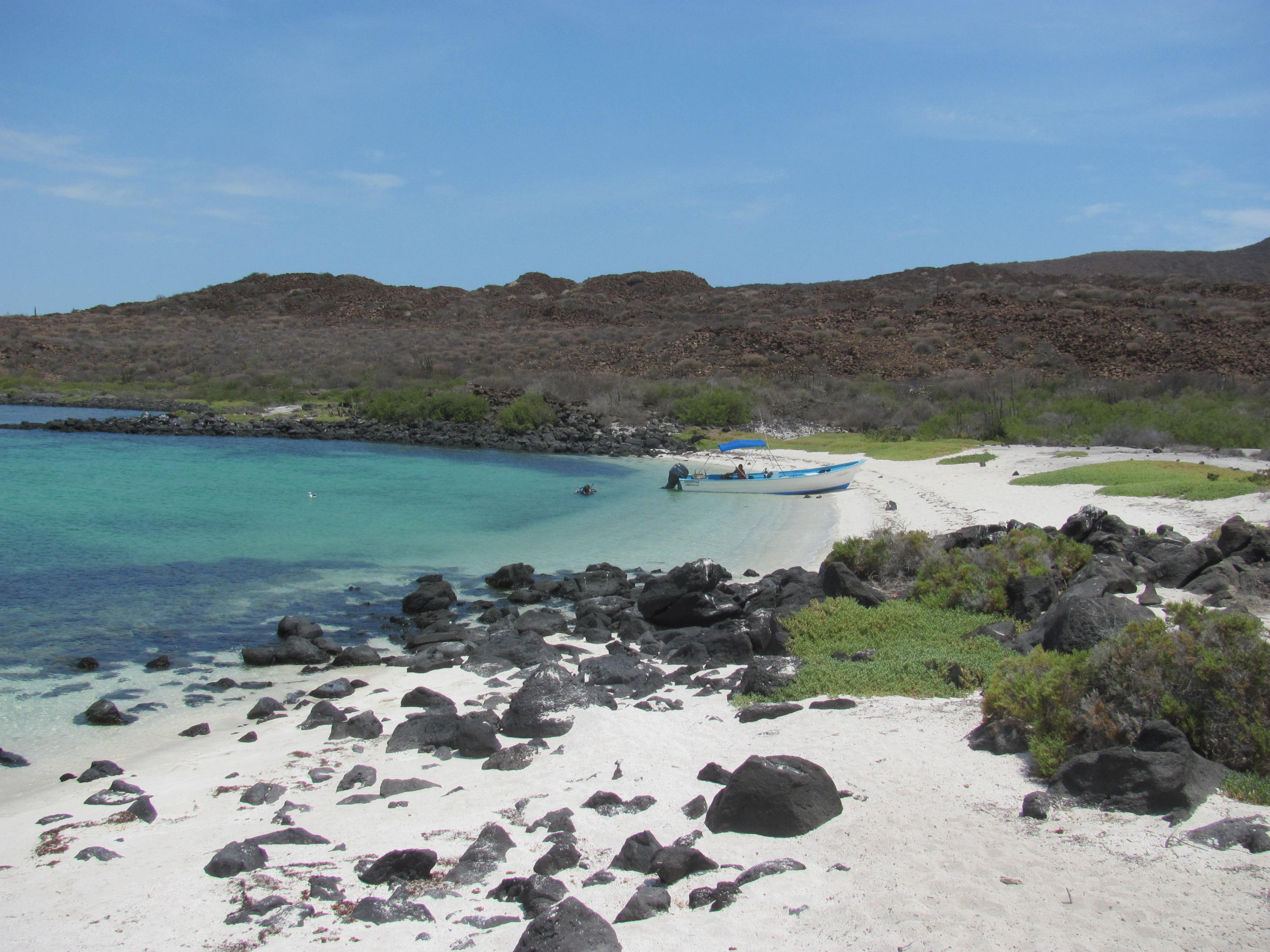
Isla Coronado en el Mar de Cortez

## Bioma
Isla Coronado, similar a las islas cercanas de Isla Coronadito, Isla Mitlan e Isla Calavera, tiene un clima árido y una escasa vegetación. A pesar de la dureza del entorno, en la isla se pueden encontrar colonias de lobos marinos . Como respuesta al aumento de la presión ambiental sobre las islas por parte de la pesca y el turismo, los grupos locales desarrollaron un plan de manejo y conservación para las islas en la bahía, con apoyo internacional, a fines de la década de 1990.

### Volcán
Volcán Coronado, es un volcán en la isla que mide 1,554ft (474m). La fecha de la última erupción del volcán no es conocida, pero actividad de gas y vapor fue reportada 1539 por última vez.

### Biología
La isla tiene siete especies de reptiles: Aspidoscelis tigris (látigo de tigre), Callisaurus draconoides (lagarto de cola de cebra), Crotalus mitchellii (cerpiente de cascabel moteada), Hypsiglena ochrorhyncha (culebra nocturna de la costa), Phyllodactylus nocticolus (gecko de hoja peninsular), Sauromalus hispidus (chuckwalla espinoso), y Uta stansburiana (lagarto común con manchas laterales).

### Vida marina
La isla es una pieza importante de la ecología del Golfo de California . En 1940, el biólogo marino Ed Ricketts , junto con su amigo, el autor John Steinbeck , realizaron una expedición y un viaje de recolección en el Golfo de California (a veces conocido como el Mar de Cortés) para explorar la rica ecología de la zona intermareal . La Isla Coronado y la Bahía de los Ángeles fueron parte de esa expedición. El libro resultante de Steinbeck y Ricketts, The Log from the Sea of Cortez , sigue siendo un documento clásico de la historia natural y de la ecología en el Golfo de California. Hoy en día, la isla deshabitada es un refugio con un rico conjunto de fauna marina, especialmente si se compara con otras partes desprotegidas del Golfo. Esta afirmación proporciona indicios del diverso entorno marino que rodea la isla. La mayor parte de la costa es escarpada y rocosa, pero las lagunas son de color azul más claro , especialmente a lo largo de la costa occidental, allí proporcionan entornos menos profundos y más protegidos que son biológicamente robustos. Mar adentro, las olas internas y las corrientes superficiales complejas facilitan la mezcla del agua, lo que es importante para el suministro de nutrientes a los ambientes costeros. Estos patrones de agua están delineados por la luz solar (luz que se refleja en la superficie del agua hacia la cámara a bordo de la Estación Espacial Internacional). Los patrones de reflejos solares se deben al viento y las corrientes, que endurecen la superficie del agua y mejoran la reflexión, y los tensioactivos que disminuyen la tensión superficial y la rugosidad, lo que da como resultado regiones de agua oscura y suave.

### Lectura más lejana
- Steinbeck, John. Ricketts, Edward F. (1941). Mar de Cortez: Un leisurely revista de viaje y búsqueda, con un apéndice científico que comprende materiales para un libro de fuente en los animales marinos del Panamic faunal provincia. Reprinted Por Paul P Appel Pub. 1971.